# Chimarra maldonadoi
Chimarra maldonadoi är en nattsländeart som beskrevs av Oliver S. Flint Jr. 1964. Chimarra maldonadoi ingår i släktet Chimarra och familjen stengömmenattsländor. Inga underarter finns listade i Catalogue of Life.